# Canigou
O maciço do Canigó ou do Canigou é uma região montanhosa dos Pirenéus, no departamento dos Pirenéus Orientais (a Catalunha Francesa) na região da Occitânia, sudoeste da França.
O ponto mais elevado, chamado de Pico do Canigó, tem 2 784 metros de altitude e já foi considerado o mais alto dessa região mesmo existindo outras montanhas maiores. Isso ocorria porque a inclinação abrupta que separa essa montanha da planície do Rossilhão, a torna mais impressionante do que outros picos localizados em vales mais elevados.
Nesta região estão localizados os mosteiros de São Martinho do Canigó e São Miguel de Cuixà, assim, é uma região com significado especial para o catalanismo.
O Canigou inspirou músicas, como "Muntanyes del Canigó", e poemas, como o Canigó de Jacint Verdaguer.
A Ministra Francesa de Ecologia, Desenvolvimento Sustentável e Energia, Delphine Batho, declarou que o maciço de Canigó é um grande sítio nacional da França e, oficialmente, mudou o nome do local de "Canigou", do francês, para "Canigó", seu nome em catalão. Segundo a referida Ministra, o Canigó é uma "montanha sagrada para os catalães".

## A Chama de Canigó
Como é uma cimeira de fácil acesso, turistas e moradores realizam a caminhada em diversas épocas do ano, porém em 22 de junho ocorre a chama de Canigó, um evento que atrai muitos caminhantes. Os peregrinos escalam para acender uma fogueira que fica sob vigilância a noite inteira. No dia seguinte, vão até Perpignan com tochas acendidas dessa fogueira e cada um regressa ao seu lugar de origem para, segundo a tradição, acender todas as fogueiras da Véspera de São João dos Países Catalães.